# Klin
Članek o orodju za plezanje.
Klin se uporablja v plezanju (imenovan tudi pin ali klin). Je kovinska konica (kovano jeklo), ki se vstavi in zabije v razpoko v skali s kladivom. Klin se uporablja kot vmesno varovalo ali sidrišče za zaščito plezalca pred posledicami padca, ali pa za pomoč napredovanja pri plezanju. Klini so opremljeni z luknjo ali obročem na katerega se nato vpne vponka; V vponko se nato neposredno vpne plezalna vrv.
Klini so bili prvotno varovalo in se še vedno uporabljajo, kadar ni druge možnosti. Ponavljajoče zabijanje in izbijane klina poškoduje klin in skalo. Plezalci, ki se gredo čiste plezalne etike se izogibajo prijemanja za njih. S popularizacijo prostega (čistega) plezanja leta 1970, so kline v veliki meri nadomestili hitrejši in lažji pripomočki za uporabo, kot so zatiči in metulji ("frendi"). [1] Klini se še vedno uporabljajo na mestah (kot "fiksno" klini) kjer varovanje z zatiči in metulji ni možno ter na tehnično zelo težkih mestih.